# 成田空港駅

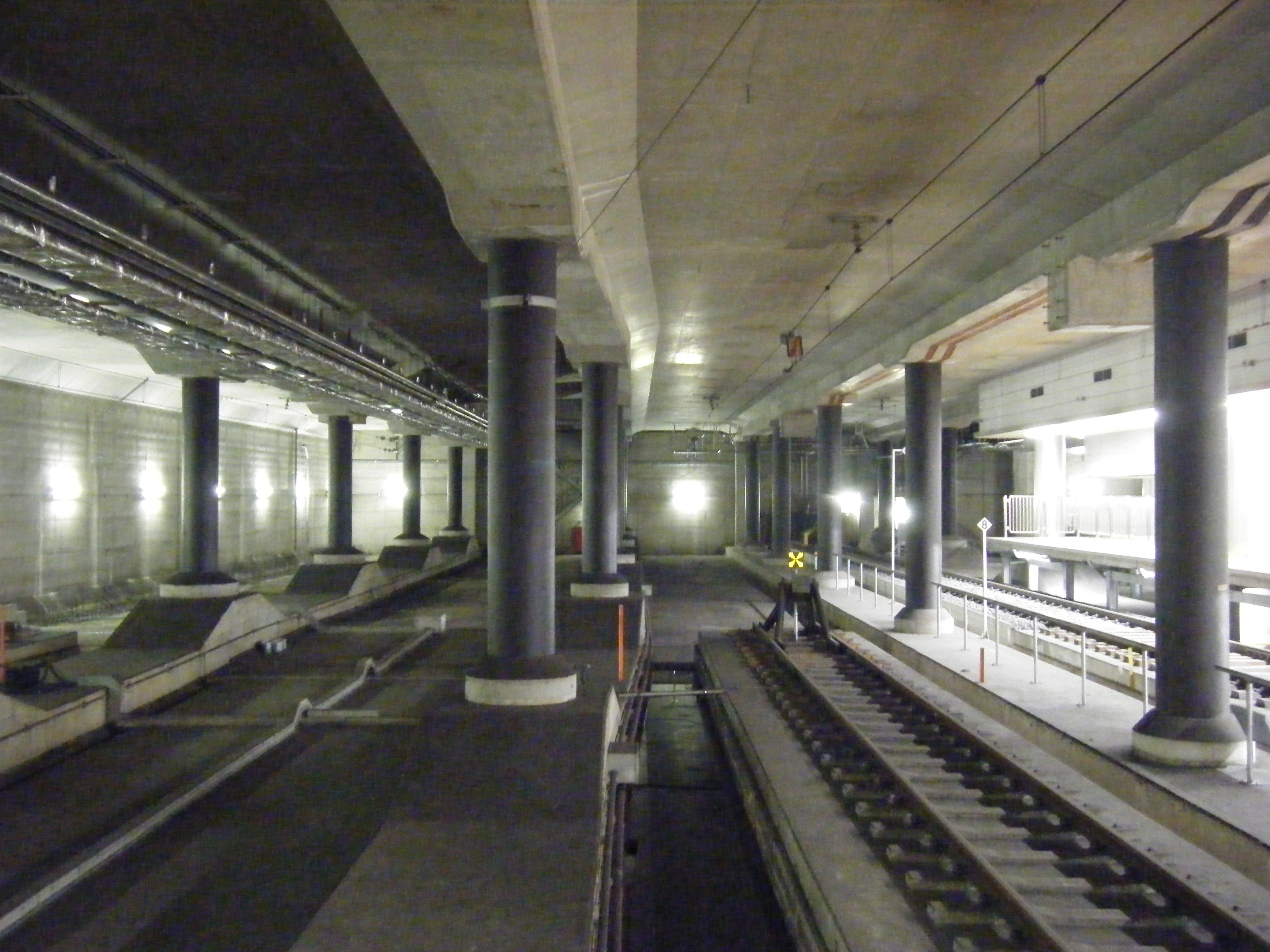
当駅終端（JRホームから、2011年7月）

成田空港駅（なりたくうこうえき）は、千葉県成田市三里塚御料牧場にある、東日本旅客鉄道（JR東日本）と京成電鉄の駅である。成田国際空港第1ターミナル内に位置し、両社とも「成田第1ターミナル」の副名称を付与している。
関東の駅百選に選定されている。

## 概要
成田国際空港（成田空港）へのアクセス駅の一つで、成田空港第1ターミナルに直結している。JR東日本は成田営業統括センター所属の直営駅で、空港第2ビル駅を管理する。京成電鉄は空港第2ビル駅の被管理駅である。第2ターミナルおよび第3ターミナルへは無料連絡バスが運行されている。
当駅にはJR東日本の成田線（空港支線）と、京成電鉄の本線ならびに成田空港線（成田スカイアクセス線）が乗り入れており、いずれも当駅が終点となっている。ただし、JR・京成とも線路を保有しない第二種鉄道事業者であり、線路・設備を保有している第三種鉄道事業者は成田空港高速鉄道である。JR東日本成田線空港支線の駅番号はJO 37、京成本線・成田空港線（成田スカイアクセス線）の駅番号はいずれもKS42である。
開業当初の英語表記は Narita Airport であり、一部の案内や路線図で Narita Airport Terminal 1 が使われていたが、2015年4月8日の第3ターミナル開業以降はごく一部を除いて Narita Airport Terminal 1 に統一されている。同様に当駅の中国語・韓国語での駅名表記についても、第1ターミナルを表す語句が含まれている。
なお、京成電鉄の行先表示など一部旅客案内では、空港第2ビル駅と当駅の総称として「成田空港 Narita Airport」を用いる場合がある（この場合、駅番号が2つの駅の並立表示となる）。

## 歴史
現在の京成成田駅 - 駒井野信号場 - 空港第2ビル駅 - 成田空港駅間は、空港建設決定時に京成電鉄の空港新線として計画された区間である。京成電鉄では、現在の空港第2ビル駅と当駅の位置に、当初から「第2ターミナル駅」と「第1ターミナル駅」（いずれも仮称）の建設を計画し、1969年11月7日に空港新線の免許を取得している。しかし、運輸省（当時）は成田空港への鉄道アクセス手段として成田新幹線を計画していたため、新東京国際空港公団が京成の旅客ターミナル直下への乗り入れに難色を示し、翌1970年9月28日に京成成田駅から5.2 km地点までの施工が認可されたものの、旅客ターミナル直下までの施工認可は保留された。その後、最終的に空港公団は京成の乗り入れを認めず、やむなく旅客ターミナルから約1キロメートル（km）離れた場所に（初代）成田空港駅を建設することとなり、1971年3月25日に（初代）成田空港駅までの施工が認可された。
しかし、成田新幹線は沿線の反対運動などにより工事が進まず、1986年に計画を断念。第1・第2旅客ターミナル直下に建設されていた新幹線用の路線および駅は在来線用に転用され、JR東日本および京成電鉄の駅として1991年に2代目となる現在の成田空港駅（当駅）が、翌1992年に空港第2ビル駅が開業した。前出の（初代）成田空港駅は東成田駅と改称し、同駅への区間は京成東成田線として営業を継続している。
2024年2月、東京都内で行われた有識者会議において、成田国際空港（NAA）は今後予定されている旅客ターミナル再編に併せて、新ターミナルに接続する新駅設置と同時に本駅を廃止する構想を発表した。

### 年表
- 1991年（平成3年）3月19日：開業[1]。
- 2000年（平成12年）：関東の駅百選に選定される[4]。選定理由は「世界の空の玄関口として、内外の多くの人々に利用される国際空港ターミナル駅」[5]。
- 2001年（平成13年）11月18日：JR東日本でICカード「Suica」の利用が可能となる[報道 3]。
- 2007年（平成19年）3月18日：京成電鉄でICカード「PASMO」の利用が可能となる[報道 4]。
- 2010年（平成22年）7月17日：成田空港線（成田スカイアクセス線）が開業し、当駅の京成本線コンコースに中間改札が設置される[報道 5]。
- 2011年（平成23年）3月11日：東北地方太平洋沖地震（東日本大震災）発生。京成本線経由の「シティライナー」の当駅への乗り入れはこの日を最後に休止（のちに正式に乗り入れ廃止）。以降、当駅に乗り入れる京成本線経由の有料列車は「モーニングライナー」と「イブニングライナー」のみとなる。
- 2020年（令和2年）
  - 3月19日：JR東日本で昇降式ホーム柵の使用を開始[報道 6]。
  - 7月11日：京成電鉄の3・5番線でホームドアの使用を開始[報道 7][報道 8][注釈 1]。
- 9月12日：京成電鉄の1・2・4番線でホームドアの使用を開始[報道 7][報道 11][注釈 2]。

## 駅構造
成田空港第1ターミナルの地下1階にある地下駅である。
駅改札外のJRコンコースには、ジャパンレールパスの引き換えや訪日外国人向けの旅行サービスを提供するJR東日本訪日旅行センターが設置されている（運営はJR東日本グループのびゅうトラベルサービス）。また、京成コンコースにも訪日外国人向けの旅行サービスを提供する「SKYLINER & KEISEI INFORMATION CENTER」（京成トラベルサービス）が設置されている。このほかスターバックスなどの飲食店、売店などが立地する。
JRは島式ホーム1面2線、京成は単式ホームから成田スカイアクセス開業時に改造し、島式ホームと単式ホーム2面3線（うち島式ホームはのりばを4つに分けてある）を有する。改札内での両線ホーム間の行き来はできない。

### セキュリティエリア
空港建設時の経緯から、改札を出た所に「セキュリティエリア」と呼ばれる空港の検問所があり、ここではパスポート若しくは身分証明書の提示を求められるとともに手荷物検査（実際に荷物を開ける）が行われていた。そのため、当駅の開業時には主要駅に新東京国際空港公団（当時）名で、その旨と空港に用のない人は他の駅を使うよう求める旨が書かれた張り紙が掲示された。なお、成田新高速鉄道（京成成田空港線）の開業前をめどに、セキュリティエリアの廃止を検討していることが報じられていたが、開業後も続けられていた。その後、2010年10月以降は再国際化した東京国際空港（羽田空港）との競争の激化を理由に、再び検問廃止を検討しているとも報じられた。そして2015年3月30日の正午をもって、開港以来実施してきた検問が廃止された。

### のりば
| JR線ホーム   |                                                   |                                                   |                                                 |                                                 |                                                 |
| 番線         | 路線                                              | 行先                                              | 行先                                            | 行先                                            | 行先                                            |
| 1            | ■ 成田・総武線                                    | 東京・新宿・横浜方面                              | 東京・新宿・横浜方面                            | 東京・新宿・横浜方面                            | 東京・新宿・横浜方面                            |
| 2            | ■ 成田・総武線                                    | 東京・新宿・横浜方面                              | 東京・新宿・横浜方面                            | 東京・新宿・横浜方面                            | 東京・新宿・横浜方面                            |
| 京成線ホーム |                                                   |                                                   |                                                 |                                                 |                                                 |
| 番線         | 路線                                              | 行先                                              | 番線                                            | 路線                                            | 行先                                            |
| 3            | 京成本線                                          | 京成船橋・日暮里・京成上野・押上・ 都営浅草線方面 | 5                                               | 成田スカイアクセス線 （「スカイライナー」）     | 北総線・日暮里・京成上野・押上・ 都営浅草線方面 |
| 2            | 京成本線                                          | 京成船橋・日暮里・京成上野・押上・ 都営浅草線方面 | 4                                               | 成田スカイアクセス線 （「スカイライナー」）     | 北総線・日暮里・京成上野・押上・ 都営浅草線方面 |
| 1            | 成田スカイアクセス線 （一般電車（アクセス特急）） | 北総線・日暮里・京成上野・押上・ 都営浅草線方面   | 北総線・日暮里・京成上野・押上・ 都営浅草線方面 | 北総線・日暮里・京成上野・押上・ 都営浅草線方面 | 北総線・日暮里・京成上野・押上・ 都営浅草線方面 |

- JRの駅については、かつては成田線のラインカラーである緑（■）は旅客案内ではほとんど使われず、代わりに直通先である総武・横須賀線のラインカラーである青（■）が使用されていたが、2018年3月の駅ナンバリング制定に伴い、駅名標のみ、帯の色が青から緑に変更された。
- 番線はJR側から、JR1・2番線、京成3・5、2・4、1番線となっており、京成3・5番線と2・4番線は同一線路上にある。
- JRについては原則として、1番線に「成田エクスプレス」、2番線に一般列車が発着する。
- 平日6時57分発のアクセス特急は4番線から発車する。
- スカイライナーは成田空港 - 空港第2ビル駅間のみの利用はできない。
- 京成本線は中間改札がある。

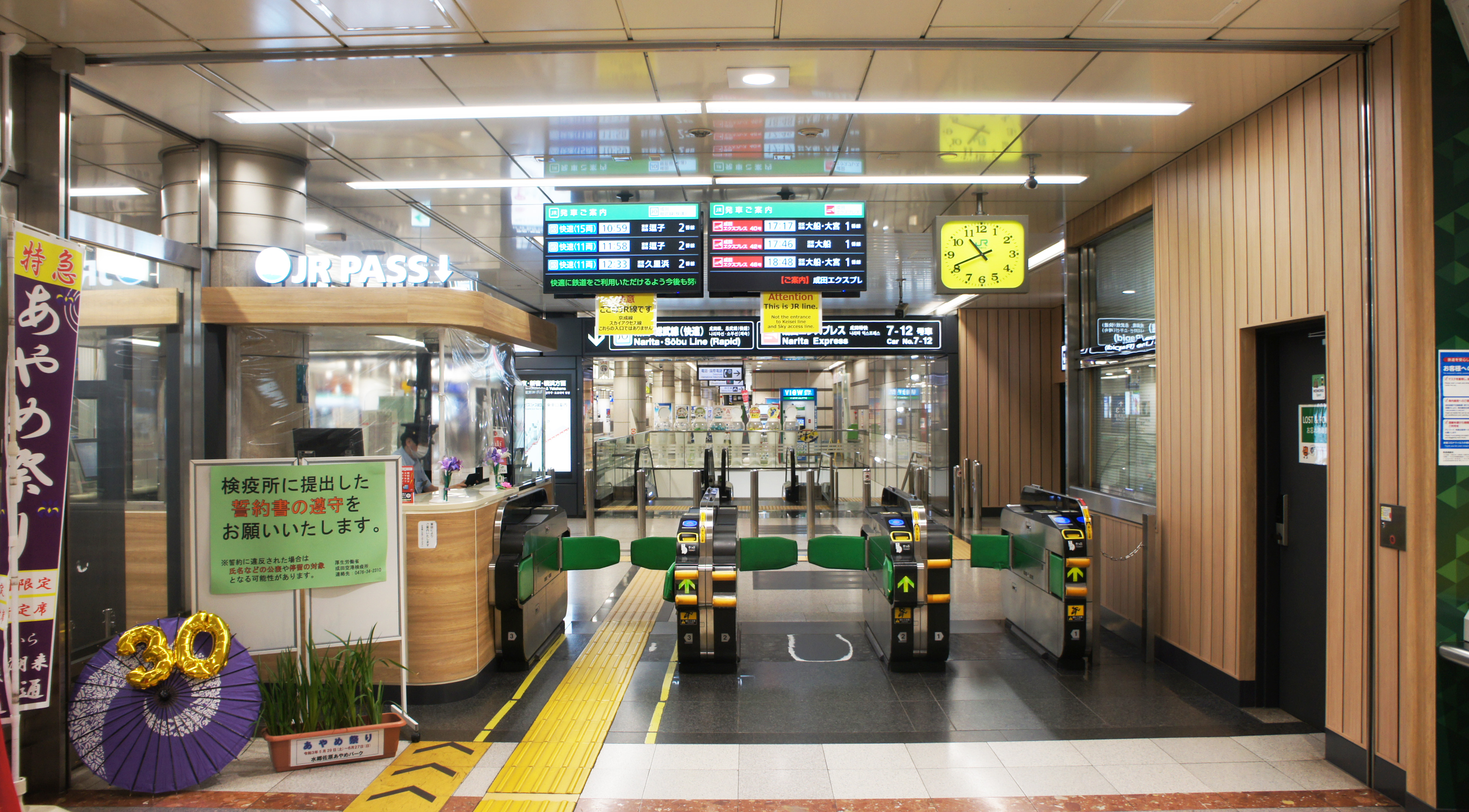
JR改札口（2021年5月）
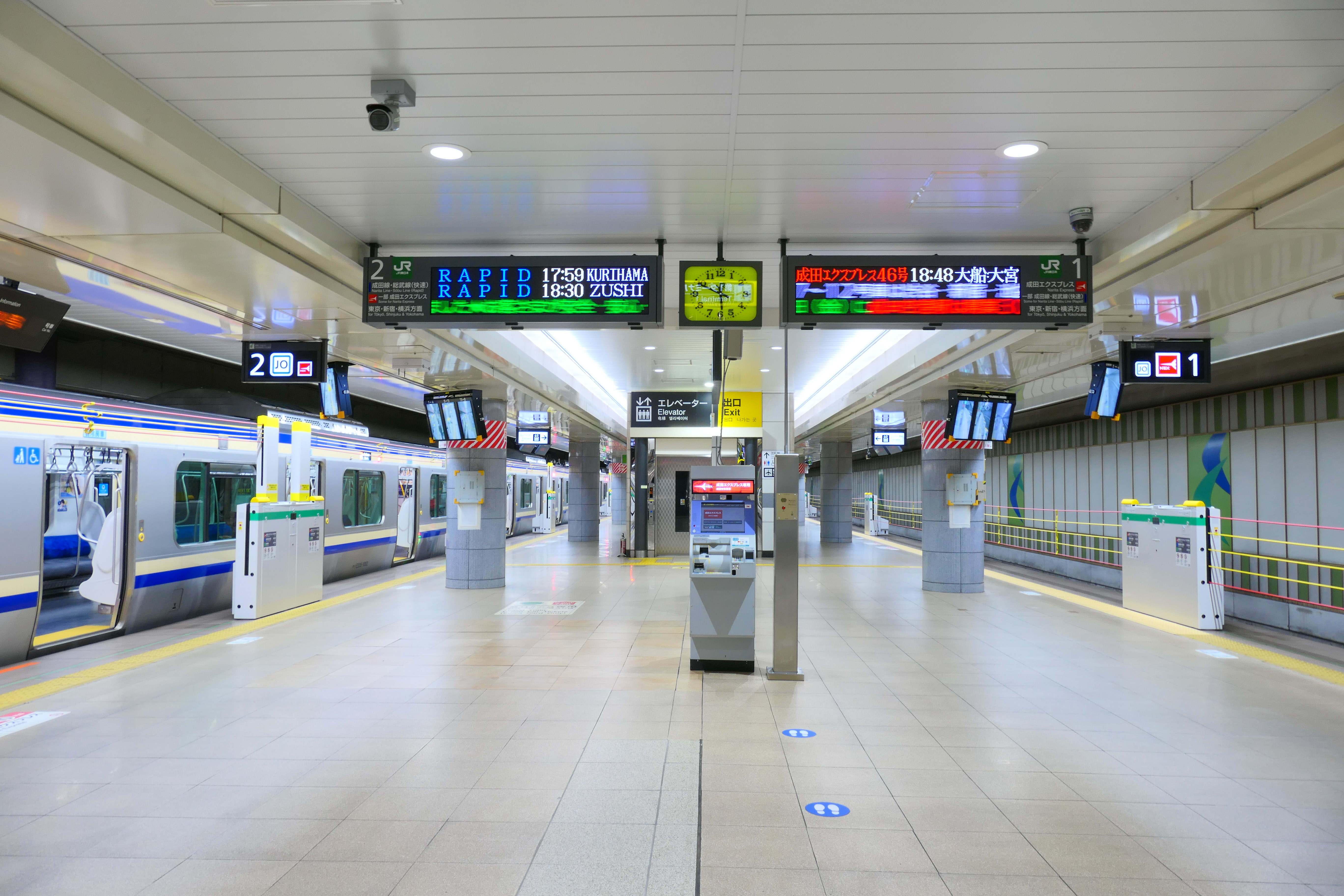
JRホーム（2021年3月）
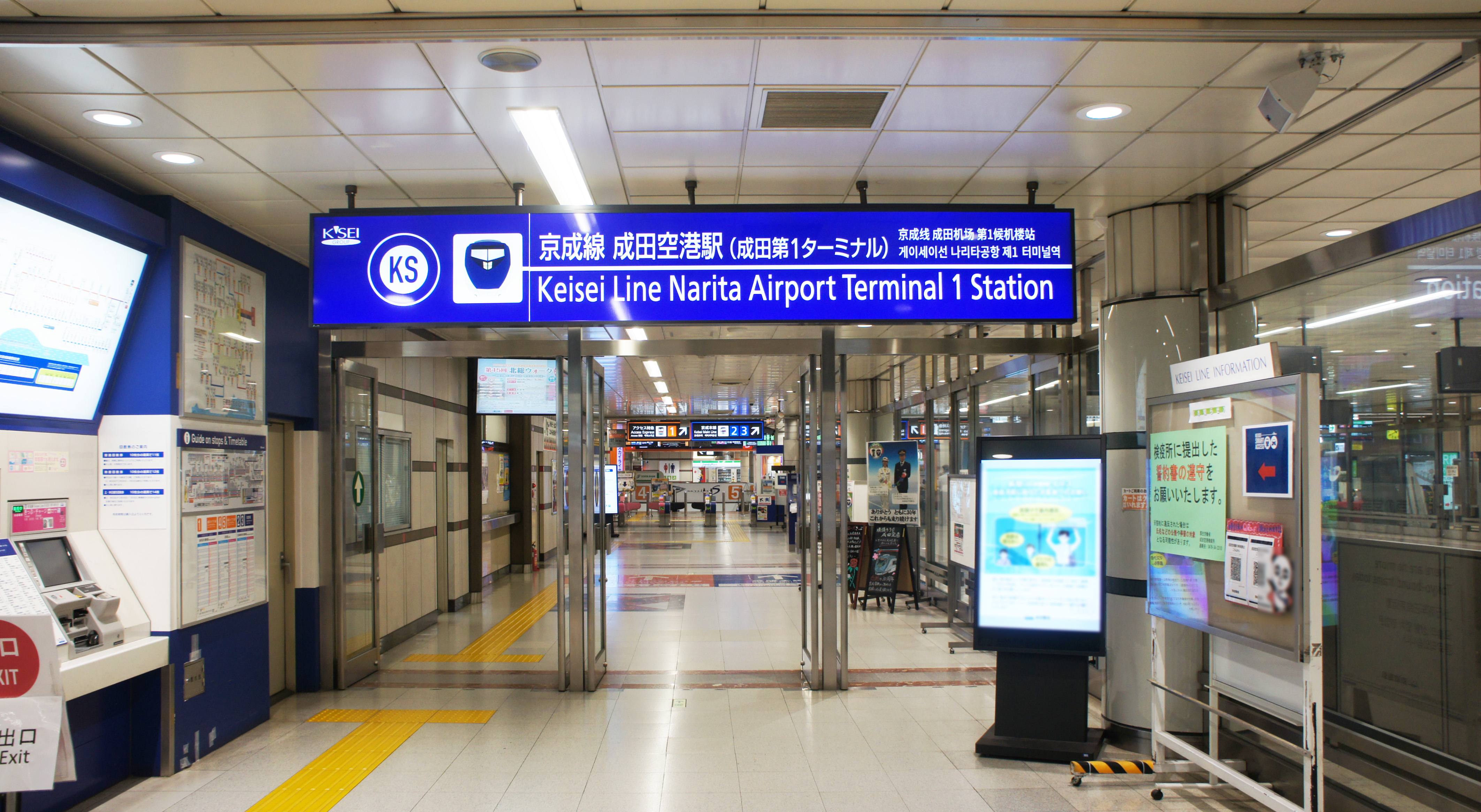
京成駅出入口（2021年5月）
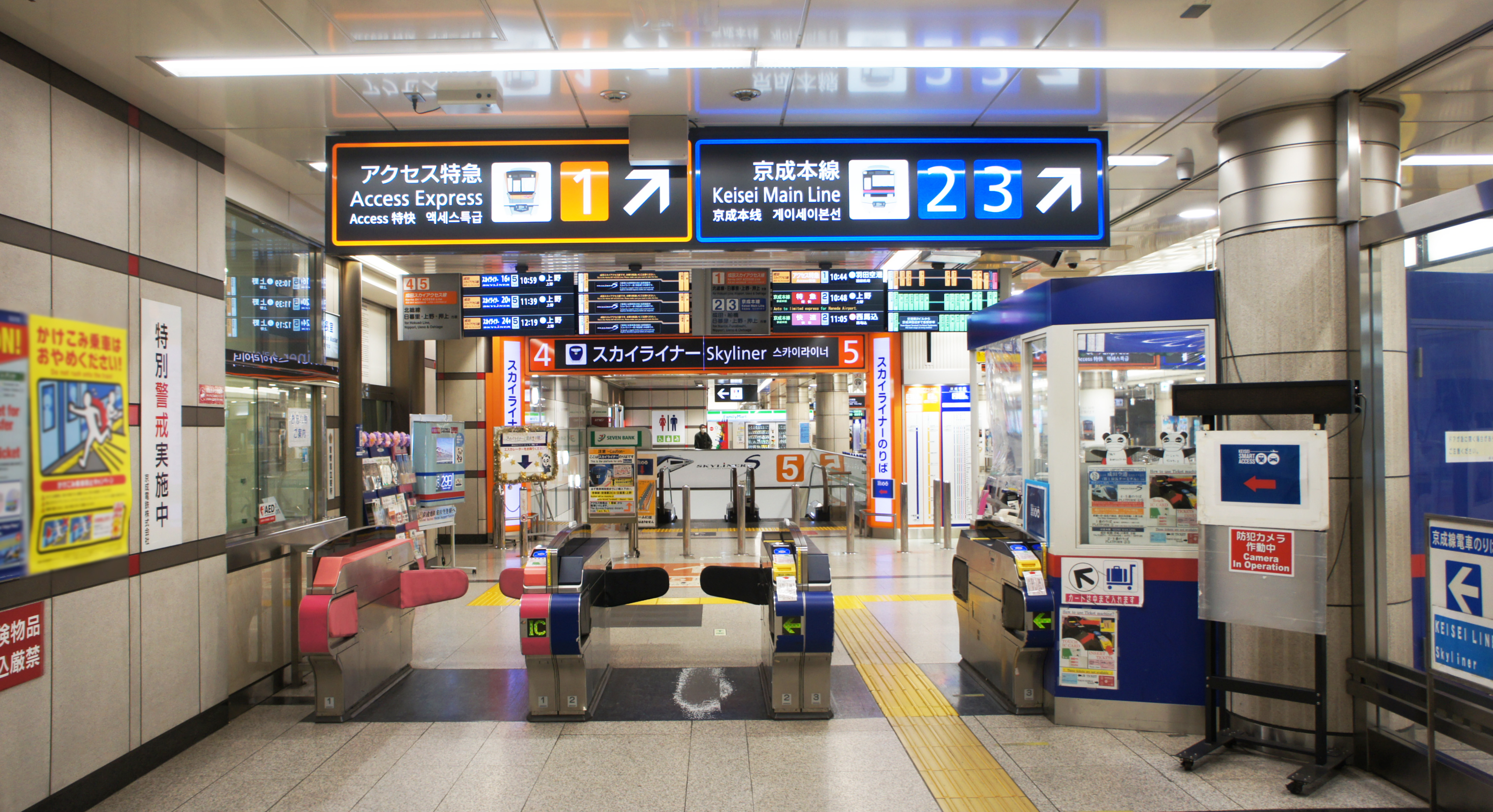
京成入口改札口（2021年5月）
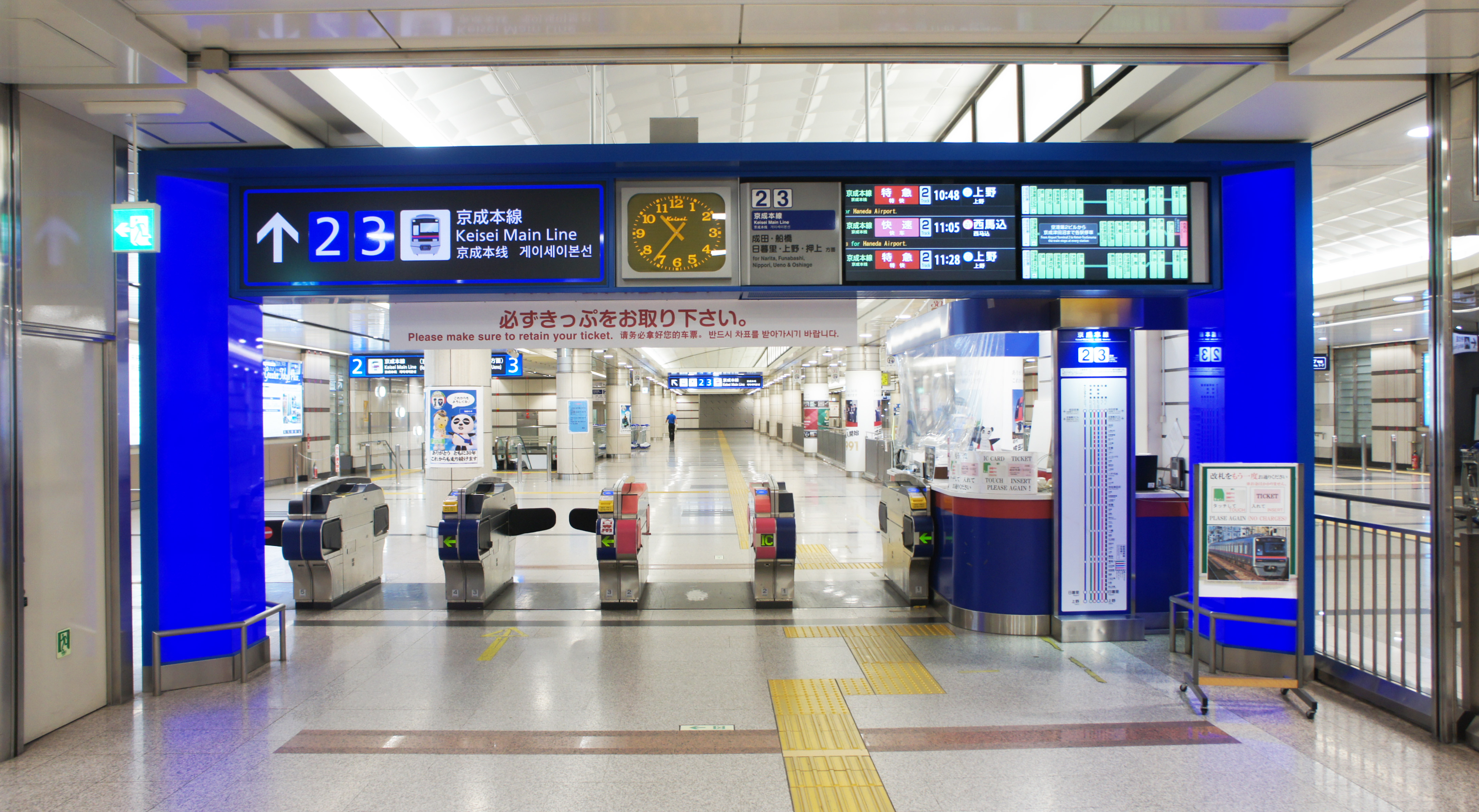
京成中間改札口（2021年5月）
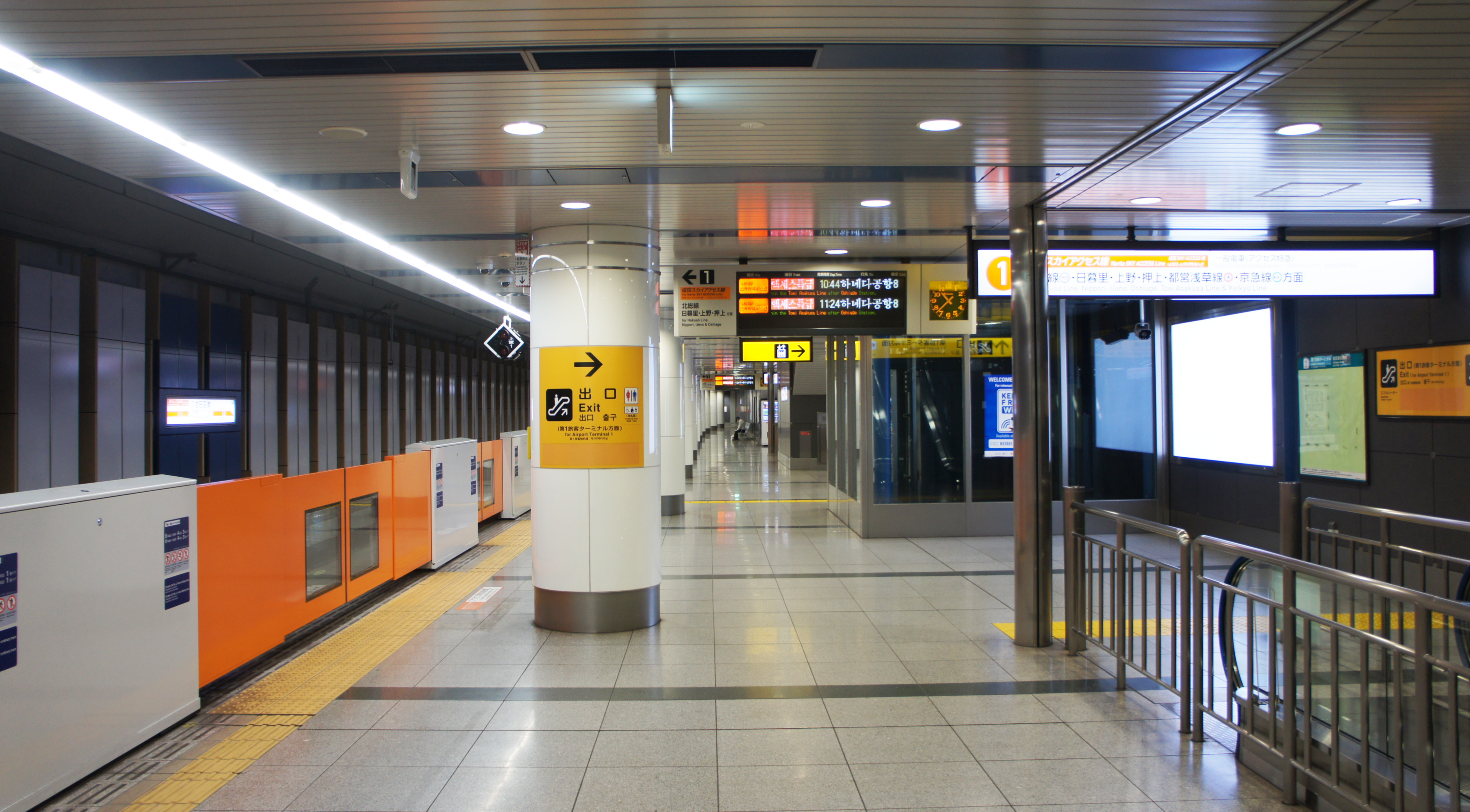
京成1番線ホーム（2021年5月）
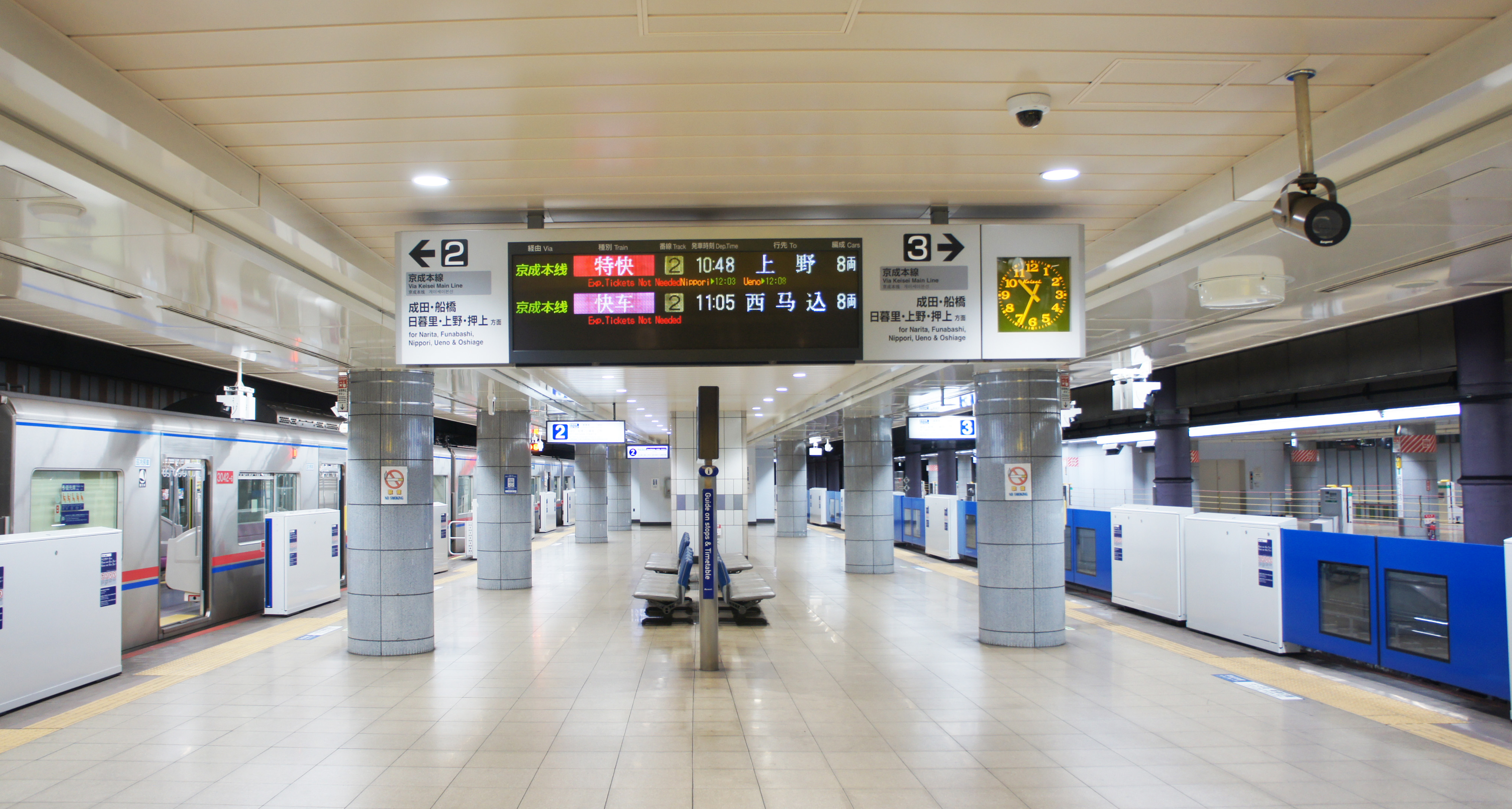
京成2・3番線ホーム（2021年5月）
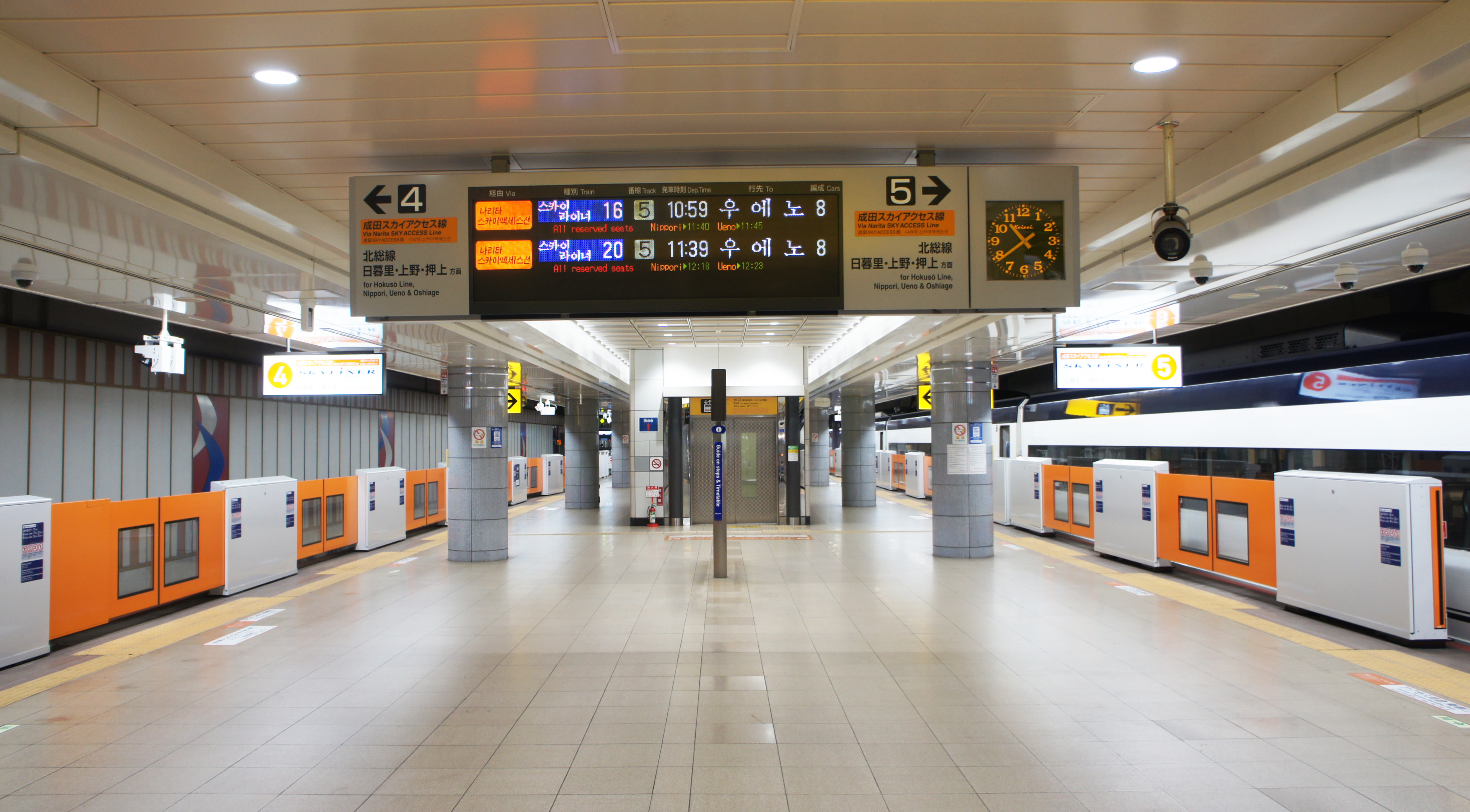
京成4・5番線ホーム（2021年5月）

### 京成線ホームの改修
2010年7月17日ダイヤ改正より成田空港線（成田スカイアクセス線）が乗り入れているが、それに伴い京成線の外側（北ウイング側）に新たに躯体を建設し、成田スカイアクセス線専用のホーム1面（新1番線）を設けた。これによって当駅は京成3線・JR2線の計5線となった。なお、改修工事完了後も京成線の駅前後の線路は単線のままである。
躯体工事は成田国際空港株式会社が担当し、その後成田高速鉄道アクセス株式会社が躯体の内部にレールを敷設し、信号機器やエスカレーターなどの諸施設を整備している。
成田スカイアクセス線の開業と同時に当駅 - 京成高砂駅間のルートは2通りとなっているが、2つのルートは運賃が異なるので、ルートの特定と運賃の算定を行うため、当駅のホームを成田スカイアクセス線専用ホーム（単式ホーム・1番線）・京成本線専用ホーム（島式ホーム上野方、2・3番線）・スカイライナー専用ホーム（島式ホーム車止め側、4・5番線）に分け、京成本線コンコースに中間改札が設置されている。また京成本線ホームと成田スカイアクセス線ホームとの間に信号機が設けられており、縦列停車も可能である。4・5番線から電車が発着する時は、2・3番線で通過を知らせる放送が流れる。

## かつて販売されていた駅弁
かつて、日本レストランエンタプライズ（現：JR東日本クロスステーション）が改札外（成田空港内テナント）に駅弁販売店を出店していたが、現在は閉店している。当時販売されていた主な駅弁は下記の通り（新宿駅・いわき駅と同様の駅弁）。
- 鳥めし弁当
- 深川めし
- チキン弁当
- 30品目のバランス弁当
- たれカツ重
- さば蒲焼き風弁当
- 五目わっぱめし

## 利用状況
- JR東日本 - 2023年度の1日平均乗車人員は6,449人である[JR 1]。
- 京成電鉄 - 2024年度の1日平均乗降人員は35,046人である[京成 1]。

1992年12月6日の第2ターミナル開業時に多くの主要航空会社の便が第2ターミナル発着とされたため、第2ターミナルに併設される空港第2ビル駅の乗降人員は当駅の2倍近くになった。その後、2006年6月2日より第1ターミナルが拡張され、スカイチームやスターアライアンス加盟航空会社などが第2ターミナルから再び第1ターミナルへ配置換えしたため再度増加している。京成では2010年7月17日に成田スカイアクセス線が開業した後、増加傾向が続いている。しかし、2020年度は新型コロナウイルス感染症（COVID-19）の世界的流行の影響で大幅な落ち込みとなった。一方で2023年度は京成が2019年度を超える水準にまで回復している。

### 年度別1日平均乗降人員
近年の1日平均乗降人員の推移は以下の通りである（JRは除く）。
| 年度               | 京成電鉄         | 京成電鉄 | 京成電鉄         | 京成電鉄   |
| 年度               | 京成本線         | 京成本線 | 成田空港線       | 成田空港線 |
| 年度               | 1日平均 乗降人員 | 増加率   | 1日平均 乗降人員 | 増加率     |
| ------------------ | ---------------- | -------- | ---------------- | ---------- |
| 2003年（平成15年） | 11,970           |          | 未 開 業         | 未 開 業   |
| 2004年（平成16年） | 13,246           | 10.7%    | 未 開 業         | 未 開 業   |
| 2005年（平成17年） | 13,564           | 2.4%     | 未 開 業         | 未 開 業   |
| 2006年（平成18年） | 19,105           | 40.9%    | 未 開 業         | 未 開 業   |
| 2007年（平成19年） | 19,772           | 3.5%     | 未 開 業         | 未 開 業   |
| 2008年（平成20年） | 20,304           | 2.7%     | 未 開 業         | 未 開 業   |
| 2009年（平成21年） | 20,386           | 0.4%     | 未 開 業         | 未 開 業   |
| 2010年（平成22年） | 16,850           | −17.3%   | 4,908            |            |
| 2011年（平成23年） | 13,423           | −20.3%   | 7,181            | 46.3%      |
| 2012年（平成24年） | 13,536           | 0.8%     | 8,698            | 21.1%      |
| 2013年（平成25年） | 13,553           | 0.1%     | 9,342            | 7.4%       |
| 2014年（平成26年） | 12,672           | −6.5%    | 8,760            | −6.2%      |
| 2015年（平成27年） | 12,965           | 2.3%     | 9,701            | 10.7%      |
| 2016年（平成28年） | 13,394           | 3.3%     | 10,453           | 7.8%       |
| 2017年（平成29年） | 13,682           | 2.2%     | 11,155           | 6.7%       |
| 2018年（平成30年） | 14,395           | 5.2%     | 12,605           | 13.0%      |
| 2019年（令和元年） | 14,632           | 1.6%     | 12,671           | 0.5%       |
| 2020年（令和02年） | 5,907            | −59.6%   | 2,019            | −84.1%     |
| 2021年（令和03年） | 6,576            | 11.3%    | 3,215            | 59.2%      |
| 2022年（令和04年） | 9,357            | 42.3%    | 8,412            | 161.6%     |
| 2023年（令和05年） | 13,078           | 39.8%    | 15,502           | 84.3%      |

### 年度別1日平均乗車人員
開業以降の1日平均乗車人員の推移は以下の通り。
| 年度               | JR東日本 | 京成電鉄 | 出典              |
| ------------------ | -------- | -------- | ----------------- |
| 1990年（平成02年） | 6,648    | 8,596    | [ 千葉県統計 1 ]  |
| 1991年（平成03年） | 6,496    | 10,094   | [ 千葉県統計 2 ]  |
| 1992年（平成04年） | 6,008    | 9,871    | [ 千葉県統計 3 ]  |
| 1993年（平成05年） | 3,885    | 6,145    | [ 千葉県統計 4 ]  |
| 1994年（平成06年） | 3,993    | 5,765    | [ 千葉県統計 5 ]  |
| 1995年（平成07年） | 4,141    | 5,927    | [ 千葉県統計 6 ]  |
| 1996年（平成08年） | 4,250    | 6,319    | [ 千葉県統計 7 ]  |
| 1997年（平成09年） | 4,144    | 6,204    | [ 千葉県統計 8 ]  |
| 1998年（平成10年） | 3,969    | 5,947    | [ 千葉県統計 9 ]  |
| 1999年（平成11年） | 3,623    | 5,983    | [ 千葉県統計 10 ] |
| 2000年（平成12年） | 3,668    | 6,118    | [ 千葉県統計 11 ] |
| 2001年（平成13年） | 3,236    | 5,761    | [ 千葉県統計 12 ] |
| 2002年（平成14年） | 3,342    | 5,849    | [ 千葉県統計 13 ] |
| 2003年（平成15年） | 3,094    | 5,647    | [ 千葉県統計 14 ] |
| 2004年（平成16年） | 3,564    | 6,293    | [ 千葉県統計 15 ] |
| 2005年（平成17年） | 3,699    | 6,426    | [ 千葉県統計 16 ] |
| 2006年（平成18年） | 5,411    | 9,367    | [ 千葉県統計 17 ] |
| 2007年（平成19年） | 5,734    | 9,729    | [ 千葉県統計 18 ] |
| 2008年（平成20年） | 5,660    | 10,016   | [ 千葉県統計 19 ] |
| 2009年（平成21年） | 5,546    | 10,051   | [ 千葉県統計 20 ] |
| 2010年（平成22年） | 5,844    | 11,488   | [ 千葉県統計 21 ] |
| 2011年（平成23年） | 5,061    | 9,977    | [ 千葉県統計 22 ] |
| 2012年（平成24年） | 6,042    | 10,644   | [ 千葉県統計 23 ] |
| 2013年（平成25年） | 6,586    | 10,924   | [ 千葉県統計 24 ] |
| 2014年（平成26年） | 6,948    | 10,188   | [ 千葉県統計 25 ] |
| 2015年（平成27年） | 6,739    | 10,898   | [ 千葉県統計 26 ] |
| 2016年（平成28年） | 6,952    | 11,466   | [ 千葉県統計 27 ] |
| 2017年（平成29年） | 7,240    | 11,951   | [ 千葉県統計 28 ] |
| 2018年（平成30年） | 7,622    | 12,890   | [ 千葉県統計 29 ] |
| 2019年（令和元年） | 7,248    | 13,162   | [ 千葉県統計 30 ] |
| 2020年（令和02年） | 1,437    | 3,830    | [ 千葉県統計 31 ] |
| 2021年（令和03年） | 1,391    | 4,747    | [ 千葉県統計 32 ] |
| 2022年（令和04年） | 3,730    | 9,020    | [ 千葉県統計 33 ] |
| 2023年（令和05年） | 6,449    | 14,456   |                   |
| 2024年（令和06年） |          | 18,028   |                   |

備考
1. ↑  2010年7月17日開業。開業日から翌年3月31日までの計258日間を集計したデータ。
2. 1 2  1991年3月19日開業。開業日から同年3月31日までの計13日間を集計したデータ。

## 隣の駅
東日本旅客鉄道（JR東日本）
■成田線（空港支線）
- 特急「成田エクスプレス」発着駅

■快速・■普通（各駅停車）
空港第2ビル駅 (JO 36) - 成田空港駅 (JO 37)
京成電鉄
 本線
- ■「モーニングライナー」始発駅、■「イブニングライナー」終着駅

■快速特急・■特急・■通勤特急・■快速・■普通
空港第2ビル駅 (KS41) - 成田空港駅 (KS42)
 成田空港線（成田スカイアクセス線）
- ■「スカイライナー」発着駅

■アクセス特急
空港第2ビル駅 (KS41) - 成田空港駅 (KS42)
※京成の空港第2ビル駅 - 成田空港駅間は、本線と成田空港線の重複区間という扱いである。